# Villa Farnese
Villa Farnese, također poznata kao Palazzo Farnese ili Villa Caprarola, je veleposjednička kuća  (vila) smještena u talijanskom gradu Caprarola, smještenom u pokrajini Viterbo, na sjeveru talijanske regije Lacij, oko 50 km sjeverozapadno od Rima. Ovu građevinu se ne smije miješati sa slično nazvanim građevinama Palazzo Farnese i Villa Farnesina, koje se nalaze u Rimu.
Villa Farnese je smještena neposredno iznad grada i dominira njegovom okolicom. Predstavlja masivnu renesansnu građevinu koja se otvara prema nizu šumovitih vulkanskih brežuljaka Monte Cimini. Sagrađena je u obliku peterokuta na crvenoj stijeni; viši katovi se nalaze na potpornim lukovima. Dugo vremena je bila najvažnijim od svih posjeda obitelji Farnese.
Građevina danas služi kao jedna od službenih rezidencija Predsjednika Republike Italije i sadrži vrijedna umjetnička djela.

## Vanjske poveznice
|  | Zajednički poslužitelj ima još gradiva o temi Villa Farnese |

- Fotografije  Arhivirana inačica izvorne stranice od 27. kolovoza 2004. (Wayback Machine)